# Рамблер/новости
Рамблер/новости — российский новостной агрегатор, выделенный в отдельный проект в составе портала Рамблер в 2002 году. Рамблер/новости агрегируют новости, статьи, фото- и видеорепортажи русскоязычных СМИ, а также публикуют материалы от собственной редакции из девяти человек.
Ресурс принадлежит холдингу «Rambler Group» и входит в состав медийно-сервисного портала Rambler.ru.

## История
С 4 февраля 2002 года Рамблер/новости (тогда Rambler медиа) являются отдельным проектом в составе портала Rambler.ru. Редизайн сайта происходил в 2005, 2009, 2014 и 2016 годах.
В октябре 2017 года произошло разделение единого новостного портала с новостными категориями на восемь медийных вертикалей: Новости, Женский, Авто, Развлечения, Спорт, Финансы, Субботний и Доктор (переименована в Здоровье).
Каждая вертикаль автоматически агрегирует новостной контент из русскоязычных источников в соответствии со своей тематикой и затем распределяет публикации по подкатегориям. Новостной проект получил название Рамблер/медиа, а Рамблер/новости стали основной медийной вертикалью и главной страницей агрегатора. Перезапуск был в том числе вызван переходом на новый движок Рамблер/медиа с возможностью быстрого создания новых вертикалей.
Изначально переход на движок Рамблер/медиа не коснулся вертикали Рамблер/финансы из-за сложностей переноса интерактивных контекстных сервисов: системы трансляции фондовых индексов, котировок и курсов валют. Полная интеграция вертикали с инфраструктурой Рамблер/медиа состоялась только в августе 2018 года.
В декабре 2017 года Рамблер объявил о партнерстве с сервисом цифровой дистрибуции компьютерных игр GOG.com, по условиям которого на Рамблер/играх появился сокращенный каталог игр GOG.com с русскоязычным описанием каждого проекта. Для непосредственно покупки игры пользователи перенаправлялись с Рамблер/игр на GOG.com.
В начале сентября 2018 года Рамблер/развлечения были преобразованы в Рамблер/кино с изменением тематики публикаций. Помимо новостей на всех страницах ресурса появился виджет покупки билетов в кинотеатры, работающий на платформе Рамблер/кассы.
Десятая медийная вертикаль Рамблер/путешествия запущена в ноябре 2018 года, на ней публикуются тематические новости и статьи, а также ведется каталог путеводителей по популярным туристическим направлениям.
В июле 2019 года на Рамблер/новостях появился рейтинг персон, подсчитывающий число упоминаний имени человека во всех публикуемых на Рамблере новостях за предыдущие 7 дней.